# Lina Khan
Lina Maliha Khan (nascida em 3 de março de 1989) é uma jurista americana que atuou de 2021 a 2025 como presidente da Comissão Federal de Comércio (FTC). Khan também é professora na Faculdade de Direito de Columbia. Enquanto estudante na Faculdade de Direito de Yale, tornou-se conhecida pelo seu trabalho em direito antitruste e de concorrência nos Estados Unidos após publicar o influente ensaio "O Paradoxo Antitruste da Amazon". O presidente Joe Biden nomeou Khan para a FTC em março de 2021 e, após a sua confirmação, Khan tornou-se a mais jovem presidente da FTC em junho de 2021.

## Advocacia e carreira académica

### "O paradoxo antitruste da Amazon"

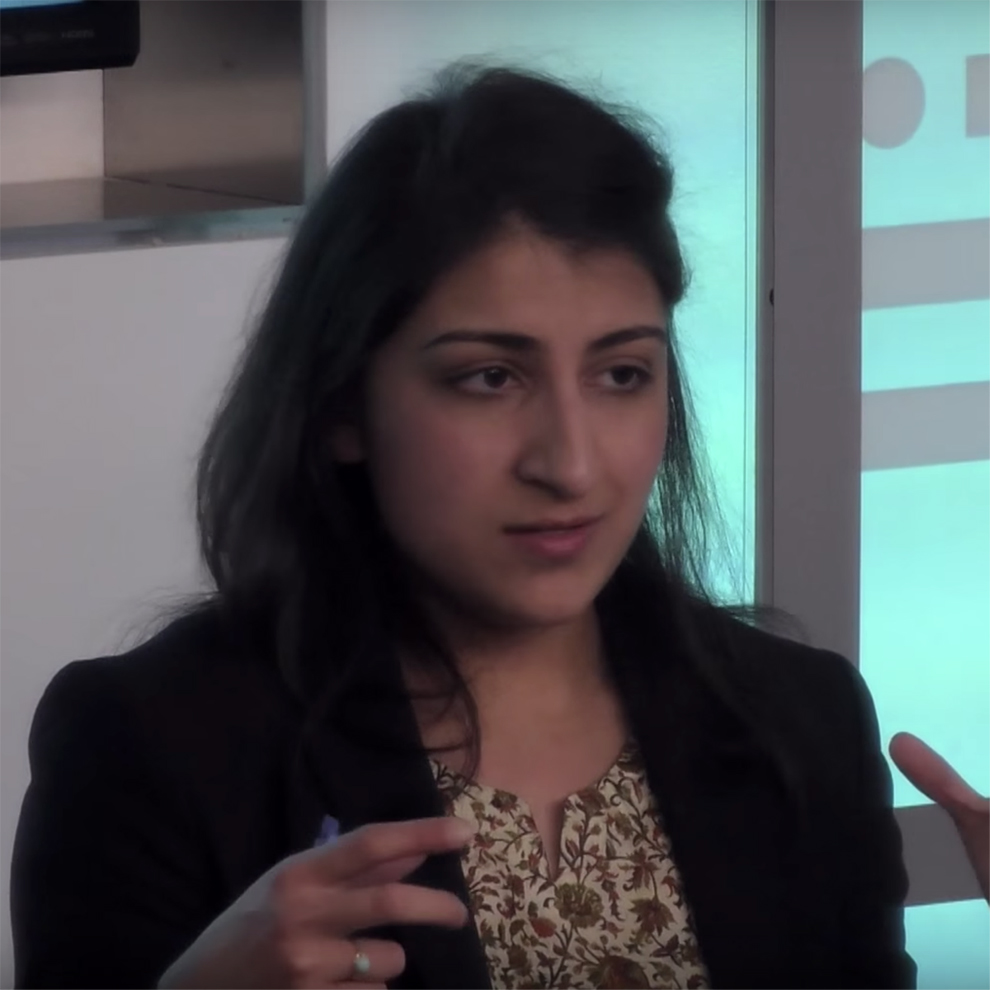
Khan em 2016, a falar num painel sobre a Amazon e a lei antitruste

Em 2017, durante o seu terceiro ano na Faculdade de Direito de Yale, o Yale Law Journal publicou o artigo de Khan "O paradoxo antitruste da Amazon" (do inglês "Amazon's Antitrust Paradox"). O artigo teve um impacto significativo nos círculos jurídicos e empresariais americanos, e o The New York Times descreveu-o como "uma reformulação de décadas de direito monopolista".
No artigo, Khan argumentou que a atual estrutura da lei antitruste americana, que se concentra em manter os preços ao consumidor baixos, não pode explicar os efeitos anticompetitivos de modelos de negócios baseados em plataformas, como o da Amazon. O título do seu artigo era uma referência ao livro de Robert Bork de 1978, The Antitrust Paradox, que estabeleceu o padrão de bem-estar do consumidor que ela criticou. Khan propôs estruturas alternativas para a política antitruste, incluindo "a restauração dos princípios tradicionais da política antitruste e de concorrência ou a aplicação de obrigações e deveres comuns das transportadoras".
Por "Amazon's Antitrust Paradox", Khan ganhou o Antitrust Writing Award de "Melhor Artigo de Conduta Académica Unilateral" em 2018, o Prémio Israel H. Peres da Yale Law School, e o Prémio Michael Egger do Yale Law Journal.

#### Recepção
O artigo foi recebido tanto com aclamação como críticas. Em setembro de 2018, recebeu 146.255 acessos, "um best-seller descontrolado no mundo dos tratados jurídicos", de acordo com o The New York Times . Makan Delrahim, que na época ocupava o cargo de Procurador-Geral Adjunto da Divisão Antitruste sob o governo de Donald Trump, elogiou Khan pelo seu “pensamento inovador sobre como as nossas ferramentas jurídicas se aplicam às novas plataformas digitais”.
Joshua Wright, que serviu na FTC de 2013 a 2015, ridicularizou o trabalho de Khan como "antitruste hipster" e argumentou que ele "revelava uma profunda falta de compreensão do modelo de bem-estar do consumidor e da estrutura da regra da razão". Herbert Hovenkamp escreveu que as alegações de Khan eram "tecnicamente indisciplinadas, não testáveis e até mesmo incoerentes" e que o seu trabalho "nunca explica como um retalhista não industrial como a Amazon poderia recuperar o seu investimento em preços abaixo do custo aumentando os preços posteriormente, e até mesmo contesta que aumentar os preços para níveis mais altos precise fazer parte da estratégia, indicando assim que está confundindo predação com investimento".

## Presidente da FTC
Em 22 de março de 2021, Joe Biden anunciou que estava a nomear Khan para ser comissária da Comissão Federal de Comércio para um mandato que terminaria em 26 de setembro de 2024. Em 15 de junho de 2021, a sua nomeação foi confirmada pelo Senado por 69 votos a 28. Khan foi confirmada com apoio bipartidário, principalmente atribuído às suas "influentes opiniões anti-Amazon" amplamente refletidas no Congresso. Biden nomeou-a então presidente da FTC. Ao assumir o cargo, Khan se tornou-se a terceira asiático-americana a servir na FTC, depois de Dennis Yao (que serviu de 1991 a 1994) e seu ex-chefe Rohit Chopra (que serviu de 2018 a 2021).

### Ações e políticas
Após a sua nomeação como presidente, tanto a Amazon como a Meta Platforms apresentaram petições à FTC solicitando a sua recusa em participar nas investigações às empresas, sugerindo que as suas críticas anteriores às empresas a deixaram incapaz de ser imparcial. De acordo com a jurista Eleanor Fox, o padrão de recusa é muito alto e é improvável que seja cumprido por Khan. A senadora Elizabeth Warren e outros apoiantes de Khan argumentaram que as exigências de recusa equivalem a uma tentativa destas empresas de intimidar Khan, a fim de restringir o escrutínio regulamentar. De acordo com documentos vazados, a Oficial de Ética da Agência Designada (DAEO) da FTC, Lorielle Pankey, não acreditava que Khan tivesse violado quaisquer padrões éticos, mas ainda assim recomendou que ela se recusasse a participar do caso com a Meta Platforms para evitar a aparência de parcialidade; esta recomendação foi rejeitada por Khan e pela FTC. Mais tarde, foi revelado que o funcionário que fez a recomendação possuía ações da Meta naquela época, o que levantou preocupações sobre a conduta do próprio Pankey. Em resposta, Khan e a FTC divulgaram uma declaração unânime de apoio a Pankey. No início de fevereiro de 2023, a comissária republicana da FTC, Christine Wilson, anunciou o seu plano de renunciar à agência, citando a sua oposição à liderança de Khan, incluindo a sua recusa em se retirar do processo da FTC contra Meta.
Em abril de 2024, a FTC emitiu um regulamento histórico que proibiu a aplicação de acordos de não concorrência existentes a funcionários que não fossem executivos seniores e proibiu novos acordos de não concorrência contra todas as categorias de funcionários. O regulamento de não concorrência foi revogado em agosto de 2024 por um tribunal federal, que decidiu que a emissão de tal regulamento constituiu um abuso de autoridade legal por parte da FTC e que o regulamento era arbitrário e caprichoso.
Khan tem sido franca sobre os perigos potenciais dos monopólios empresariais, e também sobre a expansão da regulamentação e execução anti-trust, entre os processos de fusão, dos quais apenas dois por cento recebem um escrutínio adicional. Sob a liderança de Khan, a FTC votou unanimemente em 2021 para fazer cumprir o direito de reparação como política e para considerar a tomada de medidas contra empresas que limitam o tipo de trabalho de reparação que pode ser feito em oficinas independentes; moveu ações judiciais contra empresas para reduzir os preços dos medicamentos, incluindo para insulina e inaladores; e adotou a regra "clique para cancelar" em 2024 para que os consumidores possam encerrar eficientemente os serviços de assinatura.
Sob Khan, a FTC teve um histórico misto nas suas tentativas de bloquear fusões e aquisições. Durante a primeira metade do seu mandato, a FTC perdeu várias contestações de fusão de alto perfil resolvidos no tribunal, incluindo a fusão Microsoft-Activision Blizzard e a aquisição da Within pela Meta. Em dezembro de 2023, a FTC venceu a sua primeira grande contestação em tribunal ao bloquear a aquisição da Grail pela Illumina após uma batalha legal de 3 anos. Em 2024, a FTC venceu duas grandes contestações de fusão no tribunal, bloqueando a tentativa de aquisição da Capri pela Tapestry, Inc. em novembro e a tentativa de aquisição da Albertsons pela Kroger em dezembro.

### Debate público sobre políticas e papel
Em julho de 2023, os republicanos fizeram Khan testemunhar perante o Comité Judiciário da Câmara dos Representantes. Os democratas no comité defenderam Khan e as ações da agência, argumentando que Khan estava a tomar medidas que protegiam a privacidade dos utilizadores.
Ken Buck, um republicano, elogiou as ações de Khan e destacou as ações questionáveis de membros do Congresso ao usar conhecimento privilegiado para negociação de ações, e observou a disparidade entre permitir tal conduta e tentar limitar Khan porque Khan "escreveu um artigo de revisão de lei". Matt Gaetz, um republicano, elogiou fortemente os esforços de Khan e observou várias ofensas flagrantes da empresa Ring Doorbell e pediu a Khan que continuasse investigando-as. Da mesma forma, Gaetz observou que Kochava estava a vender dados pessoais de clientes e pediu a Khan que continuasse a investigar e também informasse o Congresso sobre novas leis que poderiam ser necessárias.
Khan foi notada tanto pelos críticos como pelos apoiantes pela sua abordagem agressiva à regulamentação enquanto presidente da FTC, invocando novos argumentos e perseguindo casos não tradicionais, mas também arriscando mais perdas em tribunal. Khan e a FTC argumentaram que o aumento da ação das agências resultou num efeito dissuasor adicional, levando algumas empresas a desistirem de tentativas de fusões e aquisições. Entre outras, a tentativa de aquisição da Aerojet pela Lockheed Martin, bem como a tentativa de aquisição da Maze Therapeutics pela Sanofi, foram ambas retiradas após análise da FTC. Khan e os seus apoiantes apontaram estes acordos abandonados como vitórias na aplicação da lei fora de um ambiente judicial. Durante o seu mandato, os republicanos da Câmara acusaram Khan de apresentar casos fracos para pressionar o Congresso a expandir a autoridade de execução antitruste. Numa audiência do Congresso em 2023, Khan negou as acusações de que apresentou casos que esperava perder, mas reconheceu os riscos na sua abordagem agressiva na oposição às fusões.

### Moral da agência sob Khan
Sob Khan, os funcionários da FTC relataram declínios em métricas como satisfação dos funcionários e confiança na liderança, de acordo com dados das Sondagens de Ponto de Vista dos Funcionários Federais de 2021 e 2022, conduzidas pelo Escritório de Gestão de Pessoal. Antes da gestão de Khan, a FTC estava consistentemente no topo das agências federais em rankings de locais de trabalho, tanto em administrações democratas quanto republicanas. 94,3% dos funcionários da FTC tinham opiniões favoráveis sobre a liderança sénior em 2020, caindo para 51,7% em 2021 e para 46,6% em 2022. Após a nomeação de Khan, a FTC passou de ocupar o primeiro lugar em opiniões favoráveis à liderança sénior entre as agências federais para o primeiro lugar em opiniões desfavoráveis.
Autoridades da FTC atribuíram o declínio na satisfação dos funcionários sob o governo de Khan à falta de uma estratégia clara para atingir objetivos, à falta de conhecimento sobre as operações da agência e ao desrespeito e marginalização de funcionários de carreira. Um dos primeiros atos de Khan na FTC, a proibição de falar em público para os funcionários da FTC, foi amplamente impopular entre os funcionários e foi retratado em 2022 com um pedido de desculpas. Khan disse que era uma prioridade melhorar o moral dos funcionários após os resultados iniciais da Pesquisa de Opinião dos Funcionários Federais durante o depoimento no Congresso em julho de 2023. As melhorias na satisfação dos funcionários foram medidas em 2023, recuperando mais de metade do declínio do moral desde 2021.

### Rescisão
Apesar do apoio bipartidário inicial para que Khan continuasse no seu papel como presidente sob o presidente Donald Trump — incluindo comentários positivos em 2024 do candidato republicano à vice-presidência JD Vance e do ex-conselheiro de Trump Steve Bannon — Khan foi substituída por Andrew N. Ferguson em 2025.

## Legado e influência
Em 2018, o Politico descreveu Khan como "uma líder de uma nova escola de pensamento antitruste" como parte da sua lista "Politico 50" de pensadores influentes. A revista New York disse que Khan era "indiscutivelmente a figura mais poderosa na vanguarda antimonopólio". Khan também foi listada como uma das "Pensadoras Globais" da Foreign Policy, "Top 50 Thinkers" da Prospect, WIRED25 da  Wired, 50 do National Journal, e "Líderes da Próxima Geração" da Time .
As práticas de Khan na FTC foram recebidas com elogios bipartidários, bem como algumas críticas. O Wall Street Journal publicou pelo menos 124 artigos críticos de Khan durante o seu mandato antitruste. Ankush Khadori, da revista New York, escreveu em dezembro de 2023 que os processos fracassados contra a Meta e a Microsoft levaram à redução do moral e à alta rotatividade entre os funcionários da FTC; no entanto, Khan recebeu elogios pelas suas táticas de membros dos partidos Democrata e Republicano. Em 2024, J.D. Vance, então senador de Ohio e atual vice-presidente, citou as campanhas de Khan contra grandes empresas de tecnologia como um sucesso para os esforços antitruste nos EUA, crenças ecoadas pelo ex-representante democrata David Cicilline, que expressou a sua confiança de que Khan acabaria prevalecendo contra as grandes empresas. O antigo colega Matt Stoller descreveu Khan como o melhor presidente que a FTC já teve.

### Trabalhos em coautoria
- Teachout, Zephyr; Khan, Lina (2014). «Market Structure and Political Law: A Taxonomy of Power». Duke Journal of Constitutional Law & Public Policy. 9 (1): 37–74
- Gupta, Deepak; Khan, Lina (primavera de 2017). «Arbitration as Wealth Transfer». Yale Law & Policy Review. 35 (2): 499–520
- Vaheesan, Sandeep; Khan, Lina (primavera de 2017). «Market Power and Inequality: The Antitrust Counterrevolution and Its Discontents». Harvard Law & Policy Review. 11 (1): 235–294
- Pozen, David E.; Khan, Lina (dezembro de 2019). «A Skeptical View of Information Fiduciaries». Harvard Law Review. 133 (2): 497–541
- Chopra, Rohit; Khan, Lina (março de 2020). «The Case for 'Unfair Methods of Competition' Rulemaking». University of Chicago Law Review. 87 (2): 357–380